# Tornado Twins
De Tornado Twins zijn superhelden in het DC Comics Universe. De tweeling is Don Allen en Dawn Allen , de kinderen van Barry Allen (de tweede Flash ) en Iris West-Allen . Ze verschenen voor het eerst in Adventure Comics # 373 (oktober 1968).

## Fictieve personagebiografieën

### Don and Dawn Allen
In hun eerste verschijning zijn de tweelingen afstammelingen van de 30e eeuw van Barry Allen . Ze krijgen tijdelijk supersnelle krachten tijdens "Flash Day", een ceremonie ter ere van hun voorouders.
Na de gebeurtenissen van Crisis on Infinite Earths is de geschiedenis van het DC Universum veranderd. In deze nieuwe continuïteit voegt Barry Allen zich kort bij zijn vrouw Iris in de 30e eeuw, waar de twee erin slagen de tweeling te verwekken. Voordat ze worden geboren, wordt Allen echter gedood, waarbij de resterende werelden van de Anti-Monitor worden gered .  Don en Dawn zijn opgegroeid in een tijdperk van extreme vreemdelingenhaat, waar metahuman activiteit ongewenst is. Opgroeien met het horen van de verhalen van hun heldhaftige vader van hun moeder, werken de twee tweelingen, die de supersnelheid van hun vader hebben geërfd, in het geheim als superhelden. Ze vermommen zich door snel te draaien, zodat ze op twee tornado's lijken. Tijdens dit tijdperk ontmoeten ze een tijdreizend Wally West, die hen inspireert om het vooroordeel van de 30e eeuw tegen metahumans te bestrijden.
Als volwassene trouwt Don Allen met Meloni Thawne ; zij zijn de ouders van Bart Allen ,  de speedsterheld die eerst bekend staat als Impulse, voordat hij volwassen wordt in de Teen Titan Kid Flash , en die later de vierde Flash wordt . Dawn Allen trouwt met Jeven Ognats en bevalt van Jenni Ognats, die de Legionnaire XS werd .
Het lot van de Twins is veranderd met elk van de belangrijkste tijdelijke verstoringen van het DC Universum , hoewel ze meestal op de een of andere manier met de dood te maken hebben. Na de crisis op Infinite Earths werden ze gedood om het Legioen van Superhelden te helpen een Dominator- invasie af te weren tijdens de Five Year Gap (een tijdlijn waarin Jenni niet bestond).  Post- Zero Hour vond de invasie van de Dominator plaats ongeveer 15 jaar vóór het bestaan van het Legioen; President Thawne, een corrupte afstammeling van de supervillain professor Zoom , regelde enkele maanden na de geboorte van hun kinderen de moord op de tweeling .
The Final Crisis: Legion of 3 Worlds miniseries onthult dat de post- Zero Hour- personages (inclusief zowel Meloni en Jeven Ognats, Jenni's vader en Dawn's man) afkomstig zijn van dezelfde aarde als de post- Infinite Crisis- versie van het Legioen (die werd geïntroduceerd in " The Lightning Saga ").  Er zijn dus continuïteitsherzieningen aangebracht: na de dood van Barry in de oorspronkelijke crisis, werden de tweeling en hun families (Bart en Jenni waren al geboren) het doelwit van professor Zoom, die probeerde het huwelijk van Don en Meloni te saboteren. Beide families ontsnapten naar Earth-247 (de post- ZHtijdlijn) en de Twins stierven kort daarna in onbekende omstandigheden. Beide neven werden herenigd met hun grootmoeder Iris, en beide werden ook binnen enkele dagen snel verouderd tot tieners (je kunt ervan uitgaan dat Jenni's snelle veroudering zich stabiliseerde op eigen wil, omdat ze er nooit tekenen van vertoonde tijdens een van de Legion- series waarin ze te zien was) .

#### DC Rebirth
In de huidige nummers van Flash toonde een confrontatie met Eobard Thawne, die Iris gevangen had genomen en haar naar de toekomst had gebracht, een toekomst van Barry en Iris waarin Don en Dawn schurken waren. Ze haatten Barry omdat zijn plichten als Flash ervoor hadden gezorgd dat hij bijna geen tijd met hen doorbracht. Het wordt later geopenbaard als vals terwijl de Renegades de dood van Thawne onderzoeken (omdat hun weergave zich als superhelden heeft getoond in plaats van superschurken) in het Flash Museum.

### Jai and Iris West
In Flash vol. 2 # 225 (oktober 2005), Linda Park, echtgenote van de huidige Flash Wally West, baart de tweeling Jai West en Iris West II . De West-familie zit bijna een jaar vast in een parallelle wereld na de gecombineerde Flashes-poging om de kwaadaardige Superboy Prime te onderwerpen ,  maar terug te keren naar de DC Earth in Justice League of America # 10 (augustus 2007). Vanwege een bijwerking van hun supersnelheden lijkt Iris ongeveer 10 jaar oud te zijn, terwijl Jai 8 lijkt te zijn. Wally heeft zijn tweelingkinderen de "Tornado Twins" genoemd en helpt hen zijn voetstappen te volgen. Hoewel ze zijn verbonden met de Speed Forceze manifesteren het op verschillende manieren; Iris kan door objecten trillen (anderen meenemen), en Jai kan "de myofibrillaire hypertrofie in [zijn] spierweefsel superacceleren " om tijdelijke superkracht te verkrijgen. Geen van beiden hebben gewone supersnelheid, hoewel Iris het kort bezat toen hun krachten in beweging waren. Hun krachten vereisen complexe machines om stabiel te blijven.  Hun versnelde groeispurt en hun onstabiele krachten worden later onthuld als het bijproduct van een diepe verbinding met de Death Aspect van de Speed Force, fysiek belichaamd door de Black Flash . Wally slaagt erin hem nog een laatste keer te bevechten en verbreekt zijn band met zijn nageslacht, wiens ouderdomspatronen en krachten eindelijk zijn gestabiliseerd.
Oorspronkelijk bezaten beiden geen supersnelheid, maar hoewel ze tijdelijk verouderd waren door de Death Aspect van de Speed Force, vertoonden ze het vermogen om het te ontwikkelen. Tijdens de gebeurtenissen van Flash: Wedergeboorte onthult Iris dat de reden dat hun krachten zijn zoals ze zijn, is omdat ze letterlijk vechten om de snelheidskracht en dit blijven doen hen zal doden. Iris trekt dan alle kracht naar zich toe en wordt uiteindelijk een speedster. Ze wordt vervolgens gestabiliseerd door Jesse Quick, die onlangs haar verbinding met de Speed Force heeft herwonnen. Iris West wordt dan de nieuwe impuls.

## Andere versies
Op Earth-22 had Wally West ook een tweeling, Iris en Barry West. Van het paar vertoont Iris West een persoonlijkheid die erg lijkt op de pittige, gedreven en rusteloze persoonlijkheid van haar naamgenoot in het alternatieve universum , en, toen ze oud was, had ze dezelfde fysieke verschijning, terwijl Barry meer relaxed, broody en opzij is van het vriendelijke gekibbel met zijn zus, geneigd al haar ideeën te volgen. Beide tweelingen hebben identieke supersnelle krachten, maar alleen Iris werd een superheld.

## Bevoegdheden en vaardigheden
Net als hun vader Barry Allen beschikken Don en Dawn over bovenmenselijke snelheid, behendigheid en reflexen. Ze kunnen zo snel bewegen dat ze op tornado's lijken, waardoor ze de bijnaam van de "Tornado Twins" krijgen.

## In andere media
- De Tornado Twins hebben een non-voiced cameo-uiterlijk in Batman: The Brave and the Bold . In de aflevering "Mayhem of the Music Meister", de namen Inferior Five , Fearsome Five , Metal Men , Trenchcoat Brigade , Challengers of the Unknown , Great Ten , Female Furies , Injustice Gang , Monster Society of Evil , Revenge Syndicate, Rocket Rollers, Awesome Threesome en Tornado Twins verschijnen op de achtergrond wanneer de titulaire schurk Batman en Black Canary in een valstrik heeft.
- De Tornado Twins worden genoemd in de animatieserie Young Justice . Ze worden genoemd in Young Justice: Invasion . In de aflevering "Bloodlines" komt Iris West erachter dat ze zwanger is van een tweeling omdat Bart Allen de maag van Iris raakt en speels naar de ongeboren kinderen verwijst als 'Dad' en 'Aunt Dawn'. De Tornado Twins verschijnen voor het eerst in de aflevering 'Home Fires' van Young Justice: Outsiders , als de 'Tornado Toddlers', zoals bedoeld door Bart.
- Jessica Parker Kennedy portretteert Nora West-Allen , de toekomstige dochter van Barry Allen en Iris West op The Flash . Een samensmelting van Dawn Allen en XS , ze verschijnt voor het eerst als een "mysterieus meisje" in de crossover " Crisis on Earth-X " van seizoen vier , voordat ze een serie regelmatig werd in seizoen vijf. Haar naam werd veranderd omdat de showrunners het gevoel hadden dat kijkers verwachtten dat het personage Dawn Allen zou zijn. In de 100e aflevering, "What's Past is Prologue", echter, wanneer Barry en Nora terug in de tijd reizen om hulp te vragen bij een eerdere versie van Eobard Thawne, noemt de slechterik haar "Dawn" voordat Nora hem corrigeert. Dit zorgt ervoor dat Thawne zich realiseert dat ze volledig uit een andere tijdlijn komen en zegt tegen Barry: "Je hebt er tenminste nog een"; wat impliceert dat Don in zijn tijd bestond.